# Фруктуоз из Браги
Фруктуоз (Фруктвоз) (умер в 665) — епископ Браги (656—665); святой (день памяти — 16 апреля).

## Биография
Настоятель монастыря и епископ в Испании, святой Фруктуоз родился в семье вестготского военачальника. Получив образование у Конанция, епископа Паленсии (Conantius of Palencia), Испания, святой Фруктуоз основал в собственных владениях монастырь Комультум (Comultum). Он стал отшельником, но к нему притекало такое количество учеников, что он был вынужден основать другой монастырь, в котором предоставлялось жилище даже целым семьям.
Святой Фруктуоз решил отправиться в Египет, чтобы стать там пустынником, но королевским указом ему было воспрещено покидать Испанию. Святой Фруктуоз стал епископом Думии (Dumium). В 656 году, во время участия в соборе в Толедо, святой Фрутуоз был поставлен епископом в Браге.